# Lijst van weg- en veldkapellen in Oisterwijk
Dit is een onvolledige lijst van veldkapellen in de gemeente Oisterwijk. Kapelletjes komen vooral in het zuiden van Nederland voor en werden dikwijls gebouwd ter verering van een heilige.
| Kapel                              | Adres                                               | Plaats     | Bouwperiode | Architect          | Foto |
| ---------------------------------- | --------------------------------------------------- | ---------- | ----------- | ------------------ | ---- |
| Maria in 't veldkapel              | Oirschotseweg                                       | Moergestel | 1936        |                    |      |
| Onze-Lieve-Vrouw van de Vredekapel | Oisterwijkseweg 88                                  | Moergestel | 1939        | W.A.M. van der Ven |      |
| Mariakapel (Maria in de Bossen)    | Oirschotsebaan-Rosepdreef                           | Oisterwijk | 1979-1980   |                    |      |
| Maria van de Vredekapel            | Nemelaerweg-Posthoornseweg (Bungalowpark Hermitage) | Oisterwijk | 1988        |                    |      |
| Mariakapel (Gessels kapelleke)     |                                                     | Oisterwijk | 1939        |                    |      |